# Григорій Пакуріан
Григорій Пакуріан (д/н — 1086) — військовий діяч Візантійської імперії.

## Життєпис
Походив зі шляхетної родини з області Тао або Тайк, що ймовірно мала змішане грузино-вірменське коріння (за різними відомостями хроністів, були грузинами (іверами) або вірменами, можливо, сам Пакуріан був вірменізованим грузином). Був сином князя (архонта) Алуза і онуком Бакурана (перетвореного на прізвище Пакуріан) з феми Іверія. Дата народження Григорія Пакуріана невідома, але це відбулося, на думку дослідників, у 1020-х роках. Він рано втратив батька і спадок, оскільки його мати віддала все стан родині як посаг доньок. Григорію і його братові Апасію довелося заново завоювати становище і стан. Обидва брати у 1040 році поступили на службу Візантії. До 1060 року Григорій Пакуріан набув значного статусу в держави, отримавши титул патрикія. Також мав численні маєтності в фемах Арменіакон, Сирія, Іверії.
У 1064 році за дорученням імператора Костянтина X Дуки прибув до Ані, щоб допомогти тамтешньому стратегу Баграту Вхкаці в обороні від сельджуцького султана Алп-Арслана та його васалів. 1071 року призначається катепаном феми Іверія. Після поразки при Манцикерті імператор Михайло VII призначає Пакуріана дукою Карсу, Олті та Феодосіополя. У 1072—1073 роках посилення сельджуків, їх постійні напади змусило його 1074 року залишити фортецю Карс, захист якої він доручив Георгію II, царю Грузії, але це не завадило ворогові захопити місто.
За імператора Никифора III у 1080 році переведено на Балканський півострів, ставши стратегом феми Смолена. Брав участь у військовому заколоті Олексія Комніна проти імператора Никифора III. Разом з Комніном зайняв столицю імперії. 1081 року призначається доместіком схол (перейменовано невдовзі на великого доместіка) Заходу. Також отримав титул себаста, а його брат Апасій — магістра.
У битві при Діррахіумі того ж року очолив лівий фланг візантійської армії, в якій нормани Роберта Гвіскара здобули цілковиту перемогу. Частину війська Пакуріану вдалося врятувати. 1082 року рушив проти болгар Моглени, яким завдав поразки. 1083 року брав участь у битві при Ларсиі, де завдано поразки норманам. За це отримав значні маєтності у фемі Фракія. Згодом за них сперився є епархією Філіппополя.
Потім брав участь у захисті Болгарії від нападів печенізьких орд. В битві при Белятово (неподалік Філіпополя) зазнав поразки у битві з печенігами та загинув. Новим великим доместіком став Адріан Комнін. Григорія Пакуріана і його брат Апасія поховано в склепі монастиря Бачково.

## Меценат
Був відомий як патрон і покровитель християнської культури. Зі своїм братом Абасом в 1074 році зробив значний подарунок православного монастиря Івірон на горі Афон. У 1084 році заснував православний монастир Петріцос (сьогодні Бачковський монастир) і написав його типик (статут), який підписав вірменськими літерами. Разом з тим заповів, щоб ченці знали грузинську мову. Для розвитку монастиря віддав значну частину доходів від фракійських маєтків.

## Родина
- донька, дружина Аксарханта, топарха якоїсь фортеці
- син, що був батьком Григорія Пакуріана Молодшого